# صبح روز چهارم
صبح روز چهارم فیلمی به کارگردانی کامران شیردل و نویسندگی کامران شیردل، محمدرضا اصلانی محصول سال ۱۳۵۱ است.

## درباره فیلم
کامران شیردل، فیلمساز تحصیل کرده، در سال ۱۳۵۱ نخستین و آخرین فیلم بلند سینمایی خود را با برداشتی آزاد از فیلم فرانسوی از نفس افتاده ساخته ژان-لوک گدار ساخت که در جشنواره سپاس همان سال، شش جایزه به خود اختصاص داد. پرویز دوایی در نقدش از این فیلم به عنوان "ضربه دیگری به سد محکم و رفیع قراردادهای قصه گویی سینمایی در این سرزمین" یاد می‌کند.

## خلاصه داستان
امیر (سعید راد) جوان ولگرد، آسمون‌جل و آس و پاسی ست که ماشینی را در آبادان می‌دزدد و ناخواسته بر سرِ دعوایی پوچ، مردی را می کُشد. او به تهران برمی گردد و بدونِ توجه به اینکه کسی را کشته، دزدی، قمار و خلاف‌هایش را ادامه می‌دهد و بعد سعی می‌کند معشوقه‌اش، زری (وجستا)، را راضی کند تا باهم به جنوب فرار کنند …

## بازیگران
- سعید راد ...... امیر
- وجستا ...... زری
- جلال پیشوائیان ...... راننده
- شهرزاد (بازیگر) ...... پروا
- میرمحمد تجدد ...... دوست امیر
- محسن آراسته ......
- مهری ودادیان ...... مادر امیر
- پروین سلیمانی ...... خاله زری
- حسن رضایی ...... دوست امیر
- حسین شهاب ...... دوست امیر